# Rui Silva (voetballer, 1994)
Rui Tiago Dantas da Silva (Águas Santas, 7 februari 1994) is een Portugees voetballer die speelt als doelman. In juli 2025 verruilde hij Real Betis voor Sporting CP. Silva maakte in 2021 zijn debuut in het Portugees voetbalelftal.

## Clubcarrière
Silva speelde in de jeugd van FC Maia en kwam in 2012 in de opleiding van Nacional terecht. Bij deze club maakte hij in het seizoen 2013/14 zijn professionele debuut. Op 11 mei 2014 speelde hij voor het eerst mee, toen in de laatste speelronde van de Primeira Liga een uitwedstrijd bij Gil Vicente op het programma stond. Hij mocht van coach Manuel Machado in de basis beginnen en speelde het gehele duel mee. Na een halfuur beging hij een overtreding, waardoor een strafschop volgde voor Gil Vicente. Deze werd benut door Diogo Viana, die daarmee voor het enige doelpunt van het duel zorgde: 1–0. Halverwege het seizoen 2015/16 kreeg Silva het vertrouwen als eerste doelman van Nacional.
In januari 2017 verliet hij de club met exact vijfenvijftig officiële optredens achter zijn naam. Voor een bedrag van circa één miljoen euro verkaste Silva naar Granada, waar hij zijn handtekening zette onder een verbintenis voor de duur van vierenhalf jaar. In zijn eerste seizoen degradeerde Granada naar de Segunda División. Hier zat hij eerst nog een seizoen op de bank, maar vanaf de zomer van 2018 was Silva de eerste doelman van de Spaanse club. In het seizoen erna werd Granada tweede achter Osasuna, waarmee directe promotie naar de Primera División bereikt werd. Silva werd verkozen tot beste keeper van de Segunda División van het seizoen 2018/19.
De doelman liet in mei 2021 weten Granada te verlaten na het aflopen van zijn verbintenis die zomer. Hierop tekende hij transfervrij bij Real Betis, waar hij een contract kreeg voor vijf seizoenen. In de winterstop van het seizoen 2024/25 huurde Sporting CP de doelman voor de rest van de jaargang. Tijdens deze overgang werd ook een definitieve transfer in de zomer afgesproken. Sporting betaalde circa 4,7 miljoen euro en hij tekende een voorcontract voor drie jaar. Tijdens de verhuurperiode had Silva grotendeels een basisplaats.

## Clubstatistieken
| Seizoen | Club          | Competitie       | Competitie | Competitie | Beker | Beker | Internationaal | Internationaal | Totaal | Totaal |
| Seizoen | Club          | Competitie       | Wed.       | Dlp.       | Wed.  | Dlp.  | Wed.           | Dlp.           | Wed.   | Dlp.   |
| ------- | ------------- | ---------------- | ---------- | ---------- | ----- | ----- | -------------- | -------------- | ------ | ------ |
| 2013/14 | Nacional      | Primeira Liga    | 1          | 0          | 1     | 0     | —              | —              | 2      | 0      |
| 2014/15 | Nacional      | Primeira Liga    | 9          | 0          | 2     | 0     | 0              | 0              | 11     | 0      |
| 2015/16 | Nacional      | Primeira Liga    | 22         | 0          | 1     | 0     | —              | —              | 23     | 0      |
| 2016/17 | Nacional      | Primeira Liga    | 18         | 0          | 1     | 0     | —              | —              | 19     | 0      |
| 2016/17 | Granada       | Primera División | 0          | 0          | 0     | 0     | —              | —              | 0      | 0      |
| 2017/18 | Granada       | Segunda División | 4          | 0          | 1     | 0     | —              | —              | 5      | 0      |
| 2018/19 | Granada       | Segunda División | 40         | 0          | 0     | 0     | —              | —              | 40     | 0      |
| 2019/20 | Granada       | Primera División | 35         | 0          | 2     | 0     | —              | —              | 37     | 0      |
| 2020/21 | Granada       | Primera División | 32         | 0          | 0     | 0     | 14             | 0              | 46     | 0      |
| 2021/22 | Real Betis    | Primera División | 22         | 0          | 3     | 0     | 7              | 0              | 32     | 0      |
| 2022/23 | Real Betis    | Primera División | 26         | 0          | 0     | 0     | 2              | 0              | 28     | 0      |
| 2023/24 | Real Betis    | Primera División | 28         | 0          | 3     | 0     | 6              | 0              | 37     | 0      |
| 2024/25 | Real Betis    | Primera División | 15         | 0          | 0     | 0     | 2              | 0              | 17     | 0      |
| 2024/25 | → Sporting CP | Primeira Liga    | 17         | 0          | 4     | 0     | 2              | 0              | 23     | 0      |
| 2025/26 | Sporting CP   | Primeira Liga    | 0          | 0          | 0     | 0     | 0              | 0              | 0      | 0      |
| Totaal  | Totaal        | Totaal           | 269        | 0          | 18    | 0     | 34             | 0              | 321    | 0      |

Bijgewerkt op 8 juli 2025.

## Interlandcarrière
Silva werd in mei 2021 door bondscoach Fernando Santos opgeroepen voor de Portugese selectie op het uitgestelde EK 2020. Op dat moment had hij nog geen interlandoptredens op zijn naam staan. Zijn debuut in de nationale ploeg maakte hij op 9 juni 2021, tijdens een vriendschappelijke wedstrijd tegen Israël. Door twee doelpunten van Bruno Fernandes en treffers van Cristiano Ronaldo en João Cancelo werd met 4–0 gewonnen door de Portugezen. Silva mocht van Santos het gehele duel onder de lat staan. Op het EK werd Portugal in de achtste finales uitgeschakeld door België (1–0) na in de groepsfase te winnen van Hongarije (0–3), te verliezen van Duitsland (2–4) en te gelijkspelen tegen Frankrijk (2–2). Silva bleef in alle vier wedstrijden op de reservebank zitten.
In oktober 2022 werd Silva door bondscoach Santos opgenomen in de voorselectie van Portugal voor het WK 2022. Tweeënhalve week later werd hij een van de afvallers voor de definitieve selectie.
| Interlands van Rui Silva voor Portugal | Interlands van Rui Silva voor Portugal | Interlands van Rui Silva voor Portugal | Interlands van Rui Silva voor Portugal | Interlands van Rui Silva voor Portugal | Interlands van Rui Silva voor Portugal | Interlands van Rui Silva voor Portugal |
| №                                      | Datum                                  | Wedstrijd                              | Uitslag                                | Competitie                             | Goals                                  |                                        |
| Als speler bij Granada                 | Als speler bij Granada                 | Als speler bij Granada                 | Als speler bij Granada                 | Als speler bij Granada                 | Als speler bij Granada                 | Als speler bij Granada                 |
| -------------------------------------- | -------------------------------------- | -------------------------------------- | -------------------------------------- | -------------------------------------- | -------------------------------------- | -------------------------------------- |
| 1                                      | 9 juni 2021                            | Portugal – Israël                      | 4 – 0                                  | Vriendschappelijk                      |                                        |                                        |

Bijgewerkt op 8 juli 2025.

## Erelijst
| Competitie          |            |            |            |            |
| Competitie          | Aantal     | Jaren      |            |            |
| Real Betis          | Real Betis | Real Betis | Real Betis | Real Betis |
| ------------------- | ---------- | ---------- | ---------- | ---------- |
| Copa del Rey        | 1          | 2021/22    |            |            |
| Sporting CP         |            |            |            |            |
| Primeira Liga       | 1          | 2024/25    |            |            |
| Taça de Portugal    | 1          | 2024/25    |            |            |
| Portugal            |            |            |            |            |
| UEFA Nations League | 1          | 2024/25    |            |            |